# أم بلينا السنوسي
 أم بلينا السنوسي مطربة سودانية تعد من الجيل الثاني من النساء الرائدات في فن الغناء السوداني اللاتي كان لهن دورا في تطوير الموسيقى السودانية وتنويعها بادخال الصوت النسائي المجدد فيها.

## الميلاد والنشأة والتعليم
ولدت أم بلينا السنوسي في عام 1952 بقرية أم سروال، ضواحي مدينة النهود بولاية شمال كردفان، ترعرت في مدينة الأبيض عاصمة الولاية.
والدها هو الحاج السنوسي حمدان ووالدتها الحاجة النية تية جابر جودة. 
أكملت تعليمها الابتدائي و توقفت أم بلينا عن الدراسة وتفرغت لفن الغناء. 
من أقوالها
تقول أم بلينا حول تلك المرحلة من حياتها: «فارقت درب القراية من بدري ومسكت درب الغنا، ورثت صوتي الجميل عن والدتي وأنا البنت الكبرى ضمن سبع بنات لوالدي».

## مسيرتها الفنية
خطت أم بلينا أولى خطواتها على درب الفن الغنائي في سن مبكرة من عمرها حيث إنضمت إلى فرقة فنون كردفان بمساعدة الموسيقار جمعة جابر، وظهرت لأول مرة للجمهور العام في مسابقة غنائية في مهرجان المديريات بالمسرح القومي في عام 1961م، ضمن فرقة أحرزت الجائزة الأولى.
تأثرت ام بلينا بأغاني الجيل الثاني من رواد المدرسة الوترية في فن حقيبة الفن مثل صلاح بن البادية، و إبراهيم عوض، و محمد وردي ورددت بعض أغانيهم. وكان لبيئة المنطقة دورا في مزجها لغناءالوسط بغناء سهول الغرب الأوسط التقليدية اسوة بفناني منطقة كردفان و دارفور أمثال إبراهيم موسى أبا وفاطمة عيسى.
ظهرت أم بلينا ثانية في عام 1962 م، بعدإقناع اسرتها بالغناء في ثنائي مع الفنانة فاطمة عيسى يتم تكوينه من داخل من فرقة فنون كردفان التي كانتا عضويتين فيها. وكان ذلك أول فريق ثنائي نسائي في السودان، أطلق عليه اسم «الثنائي الكردفاني» الذي قدم للجمهور أغنية أرحموني ياناس حنو عليّ، وهي من كلمات وألحان أحمد محمد هارون، وأغنية الحياة حلوة وهي من كلمات عبد العزيز عبد المعين وألحان الموسيقار جمعة جابر.
وباعتزال فاطمة عيسى الغناء في عام 1969، واصلت أم بلينا مسيرتها في فن الطرب والغناء كفنانة منفردة، حيث أجازت الإذاعة السودانية صوتها في عام 1970م، بعد جهود عديدة من جانبها وسجلت لها أغنية بعنوان وداد التي صاغ كلماتها الشاعر السر محمد عوض ووضع الحانها علاء الدين حمزة.
شاركت أم بلينا في أداء أوبريت ملحمة (قصة ثورة)، الشهير في عام 1968م والذي ألف كلماته الشاعر هاشم صديق وتغنت بمقاطع فيه مع كل من محمد الأمين، عثمان مصطفى، بهاء الدين عبد الرحمن وخليل إسماعيل أمام الرئيس السوداني الأسبق إسماعيل الأزهري، في احتفالات ذكرى ثورة 21 أكتوبر / تشرين الأول 1964 بالسودان وتخليد شهدائها ومن بينهم أحمد القرشي طه. وقد دفعت بها هذه المشاركة إلى خطوات كبيرة إلى الأمام فذاعت شهرتها كواحدة من الأصوات النسائية المميزة ذات المساهمة الواضحة في مسيرة الأغنية السودانية.

## عقبات مشوارها الفني
واجهت أم بلينا منذ بداية مشوارها الفني عدة مشاكل وعقبات حيث قوبل استمرارها في الغناء وامتهانها له معارضة قوية من أسرتها تحديدا والدتها. فقد ظهرت أم بلينا في وقت كان فيه الصوت النسائي منعدما في ساحة الفن الغنائي في السودان وكانت هي واحدة من قلائل النساء اللاتي عرفتهن الساحة الغنائية في عهد التجديد إبان ستينيات القرن الماضي. 
وبعد ثلاث سنوات توالى ظهور فرق وفنانات نساء من بينهم فرقة البلابل وسمية حسن وزينب الحويرص، وهي بذلك تعد من الجيل الثاني المجدد من النساء المغنيات الذي خلف الجيل الأول ممثلا بالفنانات عائشة الفلاتية و منى الخير و مهلة العبادية.

## إعتزالها الغناء
غابت أم بلينا عن الغناء منذ ثمانينات القرن الماضي، واستقرت في مدينة الأبيض لرعاية أبويها وإبنيها.

## شعراء أغانيها والملحنين
تعاونت أم بلينا مع عدد من مشاهير شعراء الأغنية في السودان منهم إسحاق الحلنقي و محمد علي أبو قطاطي، وتاج السر عباس. ومن الملحنين الذين تعاونوا معها في تلحين كلمات أغانيها الموسيقار جمعة جابر، وعلاء الدين حمزة، وعبد الماجد خليفة.

## أعمالها الخيرية ورحلاتها الفنية
شاركت أم بلينا كثيراً في حفلات المساهمة العامة والخيرية لطلاب الجامعات والقوافل الثقافية، وفي بعثات غنائية فنية إلى خارج السودان مع فنانين مثل محمد الأمين ومحمد وردي.

## أغنياتها
سجلت للإذاعة السودانية العديد من الأعمال الفنية التي لاقت رواجا منها أغنيات:
- وداد، من كلمات السر محمد عوض وألحان علاء الدين حمزة
- رسالة إلى أم، كلمات خليفة الصادق
- طيبتو محبباه، لاسحق الحلنقي
- مع الأشواق، لتاج السر عباس
- دلال، لمحمد على أبوقطاطي
- أسأل عني، لمحمود خليل محمد
- نحن قلنا، لفخر الدين عبد الرحمن
- سفر الحبيب، وغربة الأيام، لمحمد الهادي السراج
- تعذيب حبك، لمدني محمد طه،
- عزيزي جواري، لكباشي حسونة

وغيرها من الأعمال الأخرى.

## نماذج من موسيقاها
أضغط للاستماع إلى أغنية طيبتو محبباهو

أضغط للاستماع إلى مقطع أم بلينا في ملحمة الثورة

أضغط للاستماع إلى أغنية دار أم بادر بصوت أم بلينا السنوسي